# City on Fire (película)
City on Fire (Ciudad en llamas en Hispanoamérica y Emergencia en España) es una película de 1979 de desastres dirigida por Alvin Rakoff y protagonizada por un "elenco de  estrellas" que fue la costumbre de ese tiempo. La trama de la película gira en torno a un empleado civil disgustado que prende fuego a una refinería de petróleo, provocando un incendio que envuelve a toda una ciudad. Varias personas tratan de luchar o huir del fuego que se extiende por la ciudad. Algunos elementos del desastre representan el infame reflejo del desastre de Texas de 1947.
La película fue parcialmente financiada por la agencia gubernamental Telefilm Canada y filmada con un presupuesto relativamente reducido. Algunas de las escenas de fuego utilizadas en el metraje eran de dos películas existentes y de nuevos metrajes. Ciudad en llamas fue en el fondo un proyecto fallido y tenía un funcionamiento limitado en la taquilla americana. La película fue resucitada de la oscuridad por el Mystery Science Theater en 1989, y desde entonces ha sido conocido como un ejemplo del desastre kitsch del cine de clase B.

## Trama
William Dudley (Leslie Nielsen) es un alcalde corrupto de una ciudad sin nombre del medio oeste de Estados Unidos, que ha permitido construir una refinería de petróleo en el área urbana en contra de la voluntad de muchos ciudadanos.
Herman Stover (Johnathan Welsh), un empleado perturbado al que se le propone un cambio de puesto con traslado por motivos psicotécnicos se niega alegando esperar una promoción, por lo que es despedido. Entonces decide tomar su venganza mediante la apertura de las válvulas de algunos recipientes de almacenamiento y tuberías de interconexión, propagándose algunos fluidos volátiles mediante el alcantarillado. Al poco tiempo, este acto de vandalismo favorece el inicio de un incendio en una alcantarilla, desencadenando explosiones masivas en la refinería. La difusión del fuego pronto envuelve la metrópolis dejando como única opción la evacuación de la población.
El drama se centra en un hospital en plena inauguración del alcalde, por cuya mala administración fue mal construido y equipado. Allí, el director y cirujano, Frank Whitman (Barry Newman), y su personal tratan a las víctimas del fuego, desbordados por la falta de medios. Entre tanto, el jefe de bomberos de la ciudad, Risley (Henry Fonda), se mantiene en contacto con el alcalde para coordinar la evacuación con los equipos de extinción de incendios en una batalla por evacuar a los supervivientes. Mientras, una periodista alcohólica, Maggie Grayson (Ava Gardner), encuentra su oportunidad para reportar a nivel nacional con su cobertura de la historia de la "ciudad en llamas".

## Elenco
- Barry Newman - Dr. Frank Whitman
- Susan Clark - Diana Brockhurst-Lautrec
- Shelley Winters - Enfermera Andrea Harper
- Leslie Nielsen - Alcalde William Dudley
- James Franciscus - Jimbo
- Ava Gardner - Maggie Grayson
- Henry Fonda - Jefe Albert Risley
- Jonathan Welsh - Herman Stover
- Richard Donat - Capitán Harrison Risley
- Mavor Moore - John O’Brien

## Producción
La película fue hecha con un presupuesto relativamente reducido, de 5.300.000 dólares, la película fue filmada en Montreal, Canadá.

## Recepción
La película fue uno de los mayores fracasos del cine, recaudando sólo 784.181 dólares en Estados Unidos.